# Colpochila griffithi
Colpochila griffithi är en skalbaggsart som beskrevs av Blackburn 1907. Colpochila griffithi ingår i släktet Colpochila och familjen Melolonthidae. Inga underarter finns listade i Catalogue of Life.